# Герой Народной Республики Болгария
Герой Народной Республики Болгария (болг. Герой на Народна Република България) — почётное звание, учреждённое указом Великого Народного собрания 15 июня 1948 года. Звания удостаивались болгарские и иностранные граждане за подвиги или заслуги, проявленные при защите Болгарии и союзных государств. Лицам, удостоенным звания, вручались медаль «Золотая Звезда» и орден Георгия Димитрова. Этого звания было удостоено 58 человек. Несколько человек удостоены этого звания дважды, Л. И. Брежнев был удостоен звания трижды. Последнее награждение состоялось в 1989 году.

## Описание
Медаль имеет форму рельефной пятиконечной звезды диаметром 34 мм. Вверху реверса надпись в три строки: «ГЕРОЙ / НА /НР БЪЛГАРИЯ». Звезда носится на красной ленте, обтянутой вокруг прямоугольной металлической пластинки, на левой стороне груди.

## Герои НРБ
С 15 июня 1948 года по 21 марта 1991 года звание Героя Народной Республики Болгария было присвоено 58 людям. Среди них:
- Рубен Аврамов[болг.] (1980) — секретарь ЦК БКП, министр
- Александр Александров (1988) — космонавт, бригадный генерал
- Юрий Андропов (1983) — генеральный секретарь ЦК КПСС, генерал армии
- Иван Араклиев[болг.] (1988) — деятель партизанского движения, член ЦРК при ЦК БКП
- Груди Атанасов — деятель партизанского движения, депутат Народного собрания Болгарии, член ЦК БКП
- Елисавета Багряна (1983) — поэтесса
- Боян Болгаранов[болг.] (1966) — член Политбюро ЦК БКП
- Леонид Брежнев (1973, 1976, 1981) — генеральный секретарь ЦК КПСС, маршал Советского Союза, трижды Герой НРБ
- Кирил Видинский[болг.] (1985) — деятель партизанского движения, генерал
- Сава Гановский (1967) — деятель партизанского движения, член ЦК БКП, академик
- Георги Георгиев (1977) — мореплаватель, яхтсмен
- Петр Георгиев[болг.] (1971) — журналист, член БКП
- Йордан Гюлемезов[болг.] (1970) — член ЦК БКП и ЦС Болгарских профсоюов
- Димо Дичев (1972) — член ЦК БКП, председатель КГБ Болгарии
- Цола Драгойчева (1968) — член Политбюро ЦК БКП, министр
- Добри Джуров (1976) — член Политбюро ЦК БКП, министр народной обороны, армейский генерал
- Алексей Елисеев (1979) — космонавт
- Тодор Живков (1971, 1981) — генеральный секретарь ЦК БКП, председатель Государственного Совета, дважды Герой НРБ
- Захари Захариев (1974) — заместитель министра народной обороны в 1954—1956 годах, генерал-полковник
- Камен Зидаров (1982) — драматург, поэт
- Георгий Иванов (1979) — космонавт, генерал-лейтенант
- Иван Иванов (1978) — деятель партизанского движения, врач, генерал-майор
- Младен Исаев (22 сентября 1982) — поэт, переводчик, политик
- Стоян Караджов[болг.] (1985) — член ЦК БКП
- Георгий Караславов (1974) — писатель, академик
- Драгой Коджейков[болг.] (1971) — профсоюзный деятель
- Карло Луканов — член ЦК БКП, вице-премьер
- Янко Марков[болг.] (1989) — секретарь Постоянного присутствия БЗНС[болг.], член Государственного совета НРБ
- Венко Марковский[болг.] (1985) — поэт, депутат Народного собрания, академик
- Иван Михайлов (1967) — вице-премьер, армейский генерал
- Мишо Мишев (1981) — деятель партизанского движения, председатель Центрального совета Болгарских профессиональных союзов, генерал-лейтенант
- Вера Начева[болг.] (1989) — деятельница партизанского движения, член ЦК БКП
- Стою Неделчев-Чочоолу (1978) — командир партизанского отряда, генерал-майор
- Тодор Павлов (1970) — философ, деятель БКП, почётный президент Болгарской АН
- Пётр Панчевский (1972) — военный министр, генерал армии
- Благой Пенев (1989) — деятель партизанского движения, начальник Главного управления строительных войск, генерал-полковник
- Борис Попов[болг.] (1989) — деятель партизанского движения, дипломат
- Христо Проданов (1984) — альпинист, посмертно
- Крум Радонов[болг.] (1982) — генерал-лейтенант
- Никола Рачев[болг.] (1983) — деятель партизанского движения, деятель БКП, генерал-лейтенант
- Николай Рукавишников (1979) — космонавт
- Виктор Савиных (1988) — космонавт
- Анатолий Соловьёв (1988) — космонавт
- Енчо Стайков[болг.] (1971?) — член ЦК БКП
- Владимир Стойчев (1978, 1982) — председатель Болгарского олимпийского комитета, генерал-полковник
- Димитр Стоянов (1989) — министр внутренних дел Болгарии, член ЦК БКП, генерал-полковник
- Пеко Таков[болг.] (1979) — член ЦК БКП, заместитель председателя Государственного Совета
- Георгий Танев (1986) — министр внутренних дел Болгарии, генерал-майор
- Ламбо Теолов[болг.] (1989) — деятель партизанского движения, дипломат
- Рада Тодорова[болг.] (1982) — член ЦК БКП
- Фёдор Толбухин (1979 или 1981) — маршал Советского Союза, посмертно
- Стоян Тончев[болг.] (1982) — деятель БЗНС[болг.], министр путей и сообщения
- Владимир Топенчаров (1986) — журналист, академик
- Георгий Трайков (1968) — председатель Народного собрания Болгарии, председатель Постоянного присутствия БЗНС[болг.]
- Славчо Трынский (1979) — деятель партизанского движения, деятель БКП, генерал-полковник
- Гриша Филипов (1989) — член Политбюро ЦК БКП, министр-председатель
- Никита Хрущёв (1964) — генеральный секретарь ЦК КПСС
- Георгий Чанков[болг.] (1987) — член Политбюро ЦК БКП
- Константин Черненко (1984) — генеральный секретарь ЦК КПСС
- Антон Югов (1989) — член Политбюро ЦК БКП, министр-председатель, генерал-лейтенант
- Никола Янев (1977) — партизан, деятель БКП